# 哥伦比亚政治

哥伦比亚国旗

哥伦比亚政治是在一个由总统代议民主制共和国的框架内进行的，在这个框架内，哥伦比亚总统既是国家元首也是政府首脑，实行多党制。行政权由政府行使。哥伦比亚政府和国会两院、参议院和众议院均享有立法权。司法机构独立于行政机构和立法机构。经济学人信息社在2016年将哥伦比亚评为“部分民主”的国家。

## 行政机构

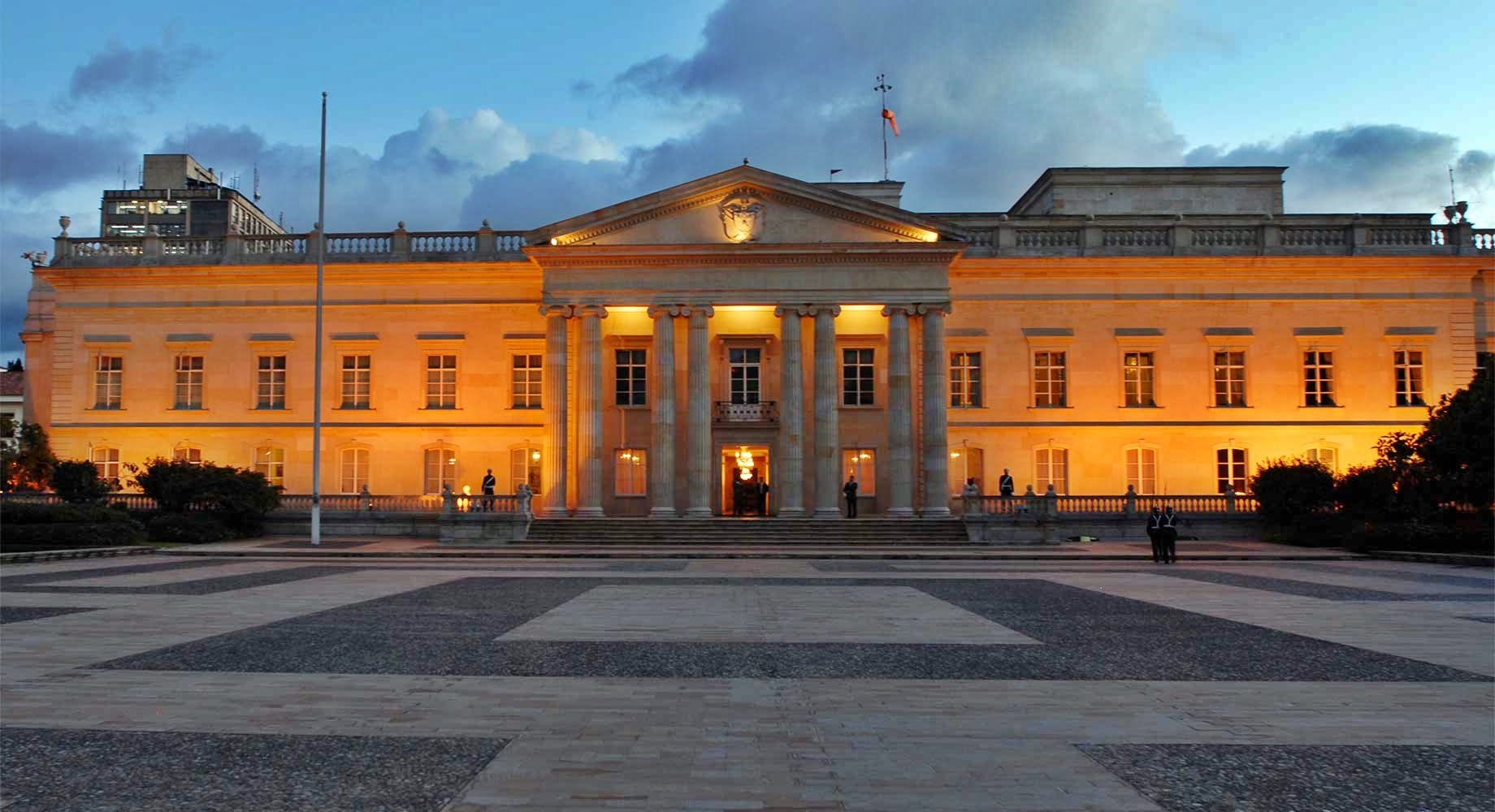
纳里尼奥宫，行政权力所在地

总统任期四年，自2005年起，可以连任一届。1991年的宪法重新确立了副总统的地位，副总统与总统在同一张票上当选。根据法律规定，如果总统辞职、生病或死亡，副总统将继任。

## 立法机构

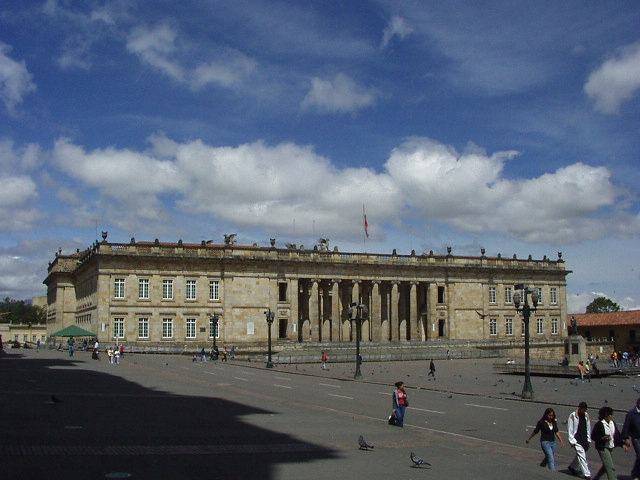
波哥大的哥伦比亚国民议会

哥伦比亚两院制国会由108人的参议院和172人的众议院组成。参议员是根据全国投票选举产生的，而众议员是在32个国家部门内的多个成员区共同选举产生的。该国首都是一个独立的首都区，并选举自己的众议院。议员可以无限期地连任，而且与以前的制度相比，没有候补国会议员。国会每年举行两次会议，总统有权在必要时召集特别会议。

## 司法机构

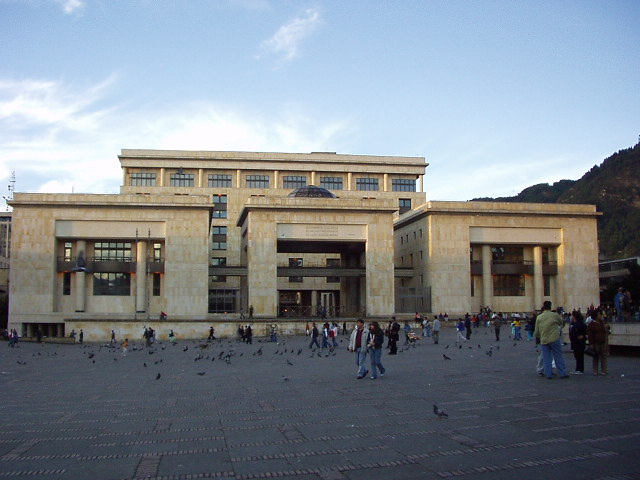
哥伦比亚最高法院

民事司法机关是一个独立的政府机构。哥伦比亚司法的指导方针和一般结构载于1996年3月7日第270号法律。哥伦比亚的法律制度最近开始纳入口头指控制度的某些要素。司法机构的总体结构由四个不同的司法管辖区（普通法、行政法、宪法和特别法）组成。哥伦比亚最高司法机关是最高法院、国务院、宪法法院和高级司法委员会。尽管所有高等法院严格说来都监督不同的司法管辖区，但宪法法院拥有更广泛的司法监督，通常允许其对不同司法管辖区监督的问题作出裁决，甚至直接参与其他高等法院的裁决。